# شاره (صربستان)
شاره (به صربی: Šare) یک منطقهٔ مسکونی در صربستان است که در سینیتسا واقع شده‌است. شاره ۲۵۰ نفر جمعیت دارد.